# Podkałek
Podkałek [pronunciación en polaco: /pɔtˈkawɛk/] es un pueblo ubicado en el distrito administrativo de Gmina Sulejów, dentro del Distrito de Piotrków, Voivodato de Łódź, en Polonia central. Se encuentra aproximadamente a 8 kilómetros al noroeste de Sulejów, a 8 kilómetros al este de Piotrków Trybunalski, y a 50 kilómetros al sureste de la capital regional Łódź.